# Григорян Завен Тігранович
Завен Тігранович Григорян (14 січня 1910, село Багірхана біля міста Александрополя (Ґюмрі), тепер село Дзітханков марзу Ширак, Вірменія — 14 лютого 1992, місто Єреван, Вірменія) — вірменський радянський діяч, історик, 2-й секретар ЦК КП Вірменії, міністр культури Вірменської РСР. Депутат Верховної ради Вірменської РСР. Доктор історичних наук (1952), професор (1952).

## Життєпис
Член ВКП(б) з 1933 року.
У 1935 році закінчив історичний факультет Еріванського державного університету.
У 1941—1944 роках — завідувач відділу пропаганди та агітації Єреванського міського комітету КП(б) Вірменії; завідувач відділу пропаганди та агітації ЦК КП(б) Вірменії та редактор журналу «Шлях Леніна».
У 1944 — 12 листопада 1948 року — секретар ЦК КП(б) Вірменії з пропаганди та агітації. 12 листопада 1948 — 1952 року — секретар ЦК КП(б) Вірменії.
У 1952 — 8 травня 1953 року — 2-й секретар ЦК КП Вірменії.
17 квітня 1953 — 5 травня 1954 року — міністр культури Вірменської РСР.
Із 1954 року — викладач Партійної школи при ЦК КП Вірменії.
З 1957 року — завідувач секції історії СРСР Академії наук Вірменської РСР, завідувач кафедри історії народів СРСР Єреванського педагогічного інституту імені Хачатура Абовяна.
Автор книг «Військове співробітництво російського і вірменського народів» (1957), «Приєднання Східної Вірменії до Росії на початку XIX століття» (1959), «Багатовікова дружба вірменського і російського народів» (т. 1-2, 1960-1967), «Приєднання Східної Вірменії до Росії та його історичне значення» (1978). У його працях висвітлюється початок та історія розвитку економічних, культурних і військово-політичних відносин вірмен з Російською імперією.
Помер 14 лютого 1992 року в місті Єревані.

## Нагороди і звання
- ордени
- медалі
- Заслужений діяч науки Вірменської РСР (1965)